# Château-Porcien
Château-Porcien ist eine französische Gemeinde mit 1.297 Einwohnern (Stand: 1. Januar 2022) im Département Ardennes in der Region Grand Est. Sie gehört zum Arrondissement Rethel und zum Kanton Château-Porcien. Die Einwohner werden Castelporciniens genannt.

## Geografie
Château-Porcien liegt am Ufer des Flusses Aisne und am parallel verlaufenden Canal des Ardennes, in die hier der Vaux mündet. Umgeben wird Château-Porcien von den Nachbargemeinden Saint-Fergeux im Norden und Nordwesten, Son im Norden und Nordosten, Écly im Osten und Nordosten, Barby im Osten, Taizy und Avançon im Süden, Blanzy-la-Salonnaise im Südwesten sowie Herpy-l’Arlésienne und Condé-lès-Herpy im Westen.

## Geschichte
Château-Porcien war die Residenzstadt und der Hauptort der Grafschaft Porcéan. Die Grafschaft wurde schließlich an das Haus Valois verkauft. Heute wird der Titel eines "Fürsten von Château-Porcien" von den Fürsten von Monaco getragen.

## Bevölkerungsentwicklung
| 1962                       | 1968 | 1975 | 1982 | 1990 | 1999 | 2006 | 2013 | 2018 |
| -------------------------- | ---- | ---- | ---- | ---- | ---- | ---- | ---- | ---- |
| 925                        | 1006 | 1156 | 1281 | 1302 | 1285 | 1386 | 1425 | 1338 |
| Quellen: Cassini und INSEE |      |      |      |      |      |      |      |      |

## Sehenswürdigkeiten
- Kirche Saint-Thibault, seit 1971/1984 Monument historique
- Festes Haus Wignacourt

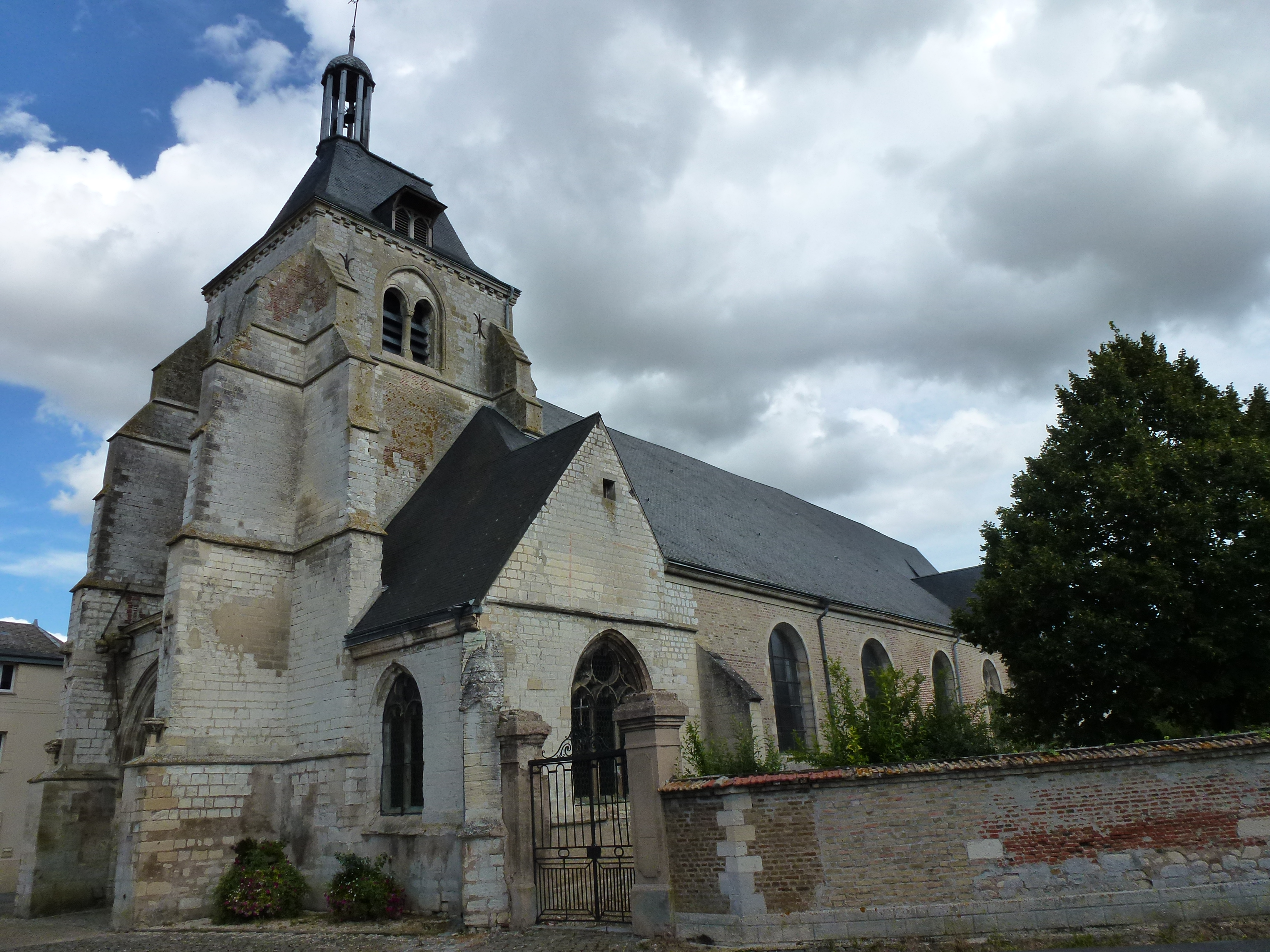
Kirche Saint-Thibault
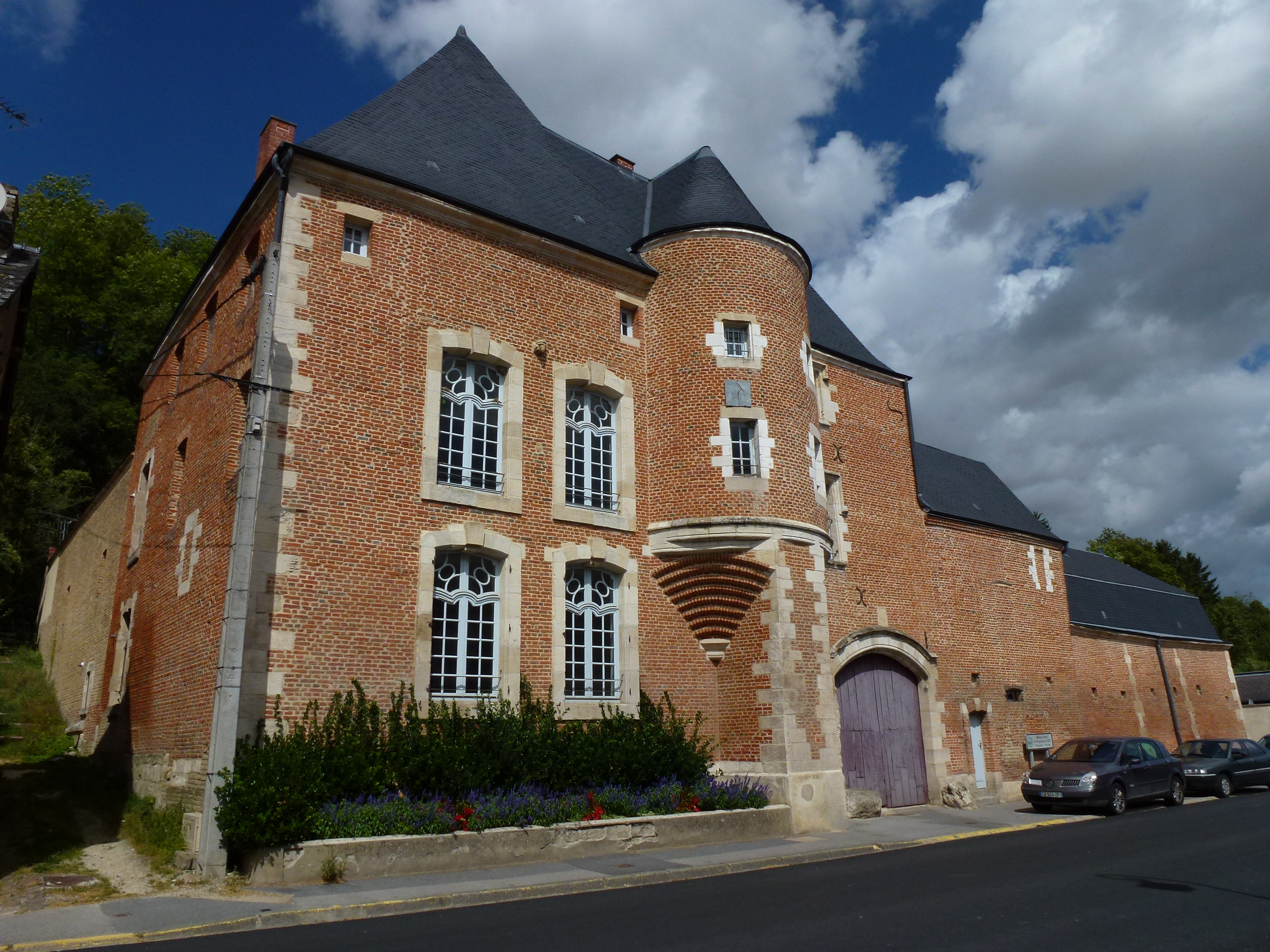
Haus Wignacourt

## Persönlichkeiten
- Jules Grison (1842–1896), Komponist